# 브라이언 산도발
브라이언 에드워드 산도발(Brian Edward Sandoval, 1963년 8월 5일 ~ )은 미국의 정치인으 제29대 네바다 주지사를 지냈다.

## 학력
- 네바다 대학교 리노 인문사회 학사
- 오하이오 주립 대학교 법무박사

## 경력
- 1994.11 ~ 1998.04 네바다주 제25선거구 하원의원
- 1998.04 ~ 2001.08 네바다주 게임위원회 위원
- 1999.04 ~ 2001.08 네바다주 게임위원회 의장
- 2003.01 ~ 2005.10 제30대 네바다주 법무장관
- 2005.10 ~ 2009.09 미국 연방 네바다 지방법원 판사
- 2011.01 ~ 2019.01 제29대 네바다 주지사
- 2016.07 ~ 2017.07 전국 주지사 연합 부의장
- 2017.07 ~ 2018.07 전국 주지사 연합 의장
- 2020.10 ~ 제17대 네바다 대학교 리노 총장

## 역대 선거 결과
| 선거명      | 직책명                       | 대수 | 정당   | 득표율  | 득표수    | 결과 | 당락                   |
| ----------- | ---------------------------- | ---- | ------ | ------- | --------- | ---- | ---------------------- |
| 1994년 선거 | 하원의원 (네바다 제25선거구) | 68대 | 공화당 | 79.78%  | 10,497표  | 1위  | 네바다 주의원 당선     |
| 1996년 선거 | 하원의원 (네바다 제25선거구) | 69대 | 공화당 | 100.00% | 12,513표  | 1위  | 네바다 주의원 당선     |
| 2002년 선거 | 네바다 법무장관              | 30대 | 공화당 | 58.47%  | 290,471표 | 1위  | 네바다주 법무장관 당선 |
| 2010년 선거 | 네바다 주지사                | 29대 | 공화당 | 53.36%  | 382,350표 | 1위  | 네바다 주지사 당선     |
| 2014년 선거 | 네바다 주지사                | 29대 | 공화당 | 70.58%  | 386,340표 | 1위  | 네바다 주지사 당선     |